# Ču Siang-čchien
Ču Siang-čchien, pinyin: Zhu Xiangqian, (* 1972 Čchen-ťia-kou)) je učitel a trenér tchaj-ťi čchüan stylu Čchen a jako syn Mistra Ču Tchien-cchaj (19. generace Čchen Tchaj-ťi čchüan) je tak pokračovatelem – Mistrem 20. generace rodiny Čchen.

## Život
Ču Siang-čchien se narodil v roce 1972 jako druhorozený syn Mistra Ču Tchien-cchaj (jednoho ze 13 světových velmistrů tchaj-ťi čchüan) ve vesnici Čhen-ťia-kou (kolébce stylu tchaj-ťi čchüan). Jeho bratrem (a prvorozeným synem Mistra Ču Tchien-cchaj) je Ču Pao-lin (Zhu Baolin), který vyučuje v jihočínském Šenčenu. Pak následoval druhorozený Mistrův syn Ču Siang-čchien (Zhu Xiangqian, * 1972) a v pořadí třetím Mistrovým synem je Ču siang-i (Zhu Xiangyi). Nejmladším (a čtvrtým synem Mistra Ču Tchien-cchaj) je Ču Siang-chua (Zhu Xianghua, * 1977).
Pod vlivem svého otce se Ču Siang-čchien začal záhy (již od svých pěti let věku) věnovat výuce bojového umění tchaj-ťi čchüan. Ču Siang-čchien prošel Taiji školou v Čhen-ťia-kou a pak dalším intenzivním výcvikem trvajícím více než 15 let. Během této doby se účastnil mnoha národních (čínských), ale i mezinárodních soutěží. Jako synovi Mistra mu poté připadl úkol udržet a rozšiřovat dovednosti bojového umění jako jeho pokračovatel ve 20. generaci.
Instruktorem školy Taiji v provincii Che-nan (Henan) se stal v roce 1991 a od té doby začal i s pravidelnou výukou svých žáků (bojové aplikace, technika tlačení rukou, zápas). Postupem doby si vybudoval výrazný styl cvičení především sestav beze zbraní staré školy Čchen:
- Lao-ťia I-lu (pinyin: Laojia Yilu) a
- Lao-ťia Er-lu (pinyin: Laojia Erlu))

i nové školy Čchen: 
- Sin-ťia I-lu (pinyin: Xinjia Yilu) a
- Sin-ťia Er-lu (pinyin: Xinjia Erlu).[7]

Sestavy s mečem, šavlí, dvěma šavlemi a kopím v jeho provedení se vyznačují značnou dynamikou a přechody do velkých rychlostí.
V současné době (rok 2019) žije Ču Siang-čchien v Singapuru, kde vyučuje tchaj-ťi čchüan ve své škole Taichi Kungfu Centre, jejímž je zakladatelem. Vykonává také funkci hlavního trenéra v Singapore Tiancai Taijiquan Training Centre a v Chenjiagou Tiancai Taiji škole. Je také čestným trenérem hongkongského Sdružení Chenjiagou Taijiquan, Wushu Sdružení v Tedžon v Jižní Koreji a Kam Lee TKA – Taiji Kunfu Akademie v USA. Mezi jeho další funkce patří i výkon zámořského technického poradce Sdružení Taijiquan stylu Chen v Singapuru. V Malajsii je stálým čestným předsedou Sdružení Tiancai Chenjiagou Taijiquan a konzultantem Sdružení Malajské federace Taijiquan stylu Chen.
Kromě působení v Singapuru jezdí pravidelně za svými žáky na různá místa po světě (Tchaj-wan, Malajsie, Japonsko, Jižní Korea, Indonésie, USA, Austrálie, Francie, Itálie, Pula v chorvatské Istrii).

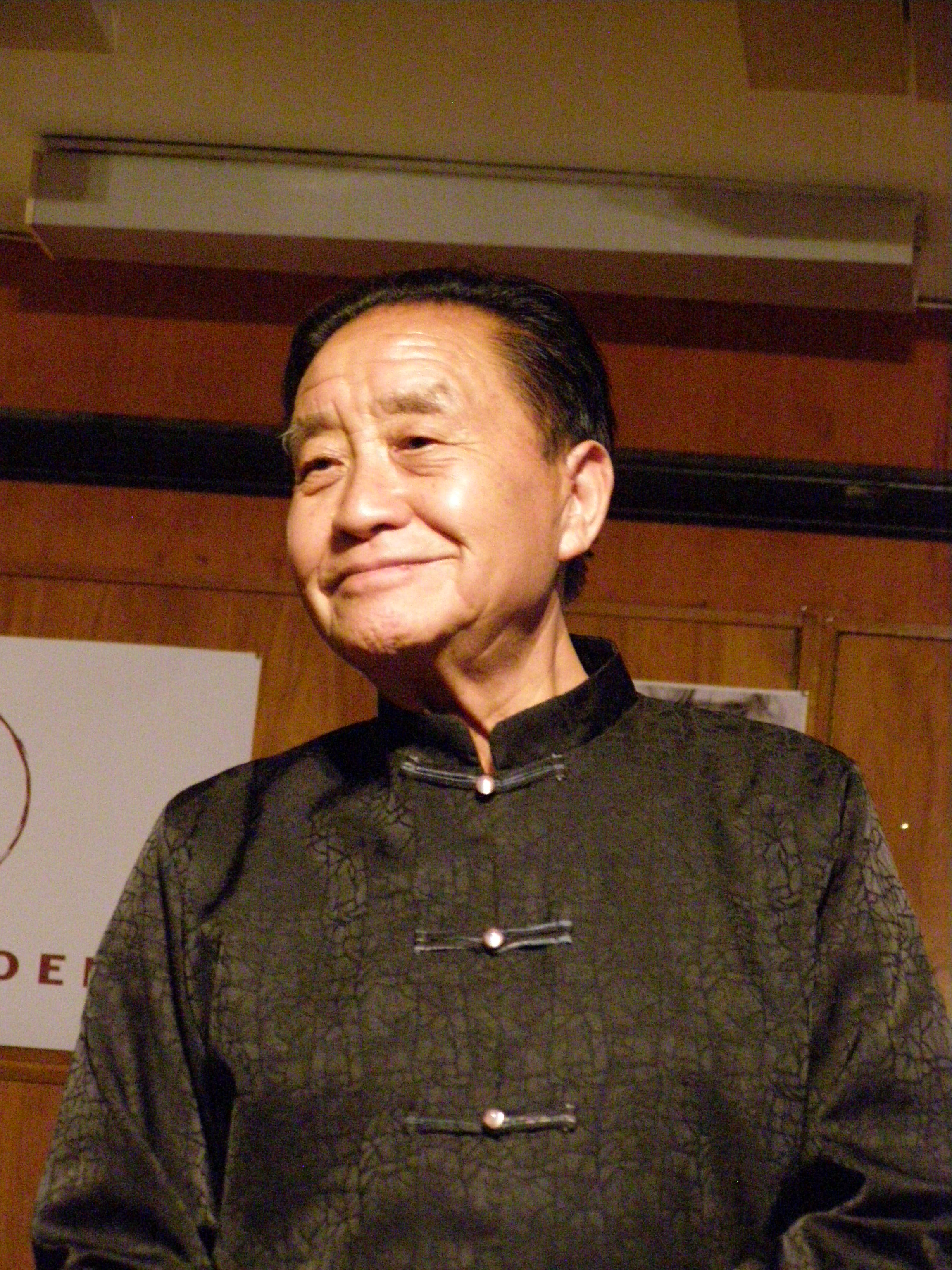
Jeho otec Ču Tchien-cchaj (25. dubna 2025)
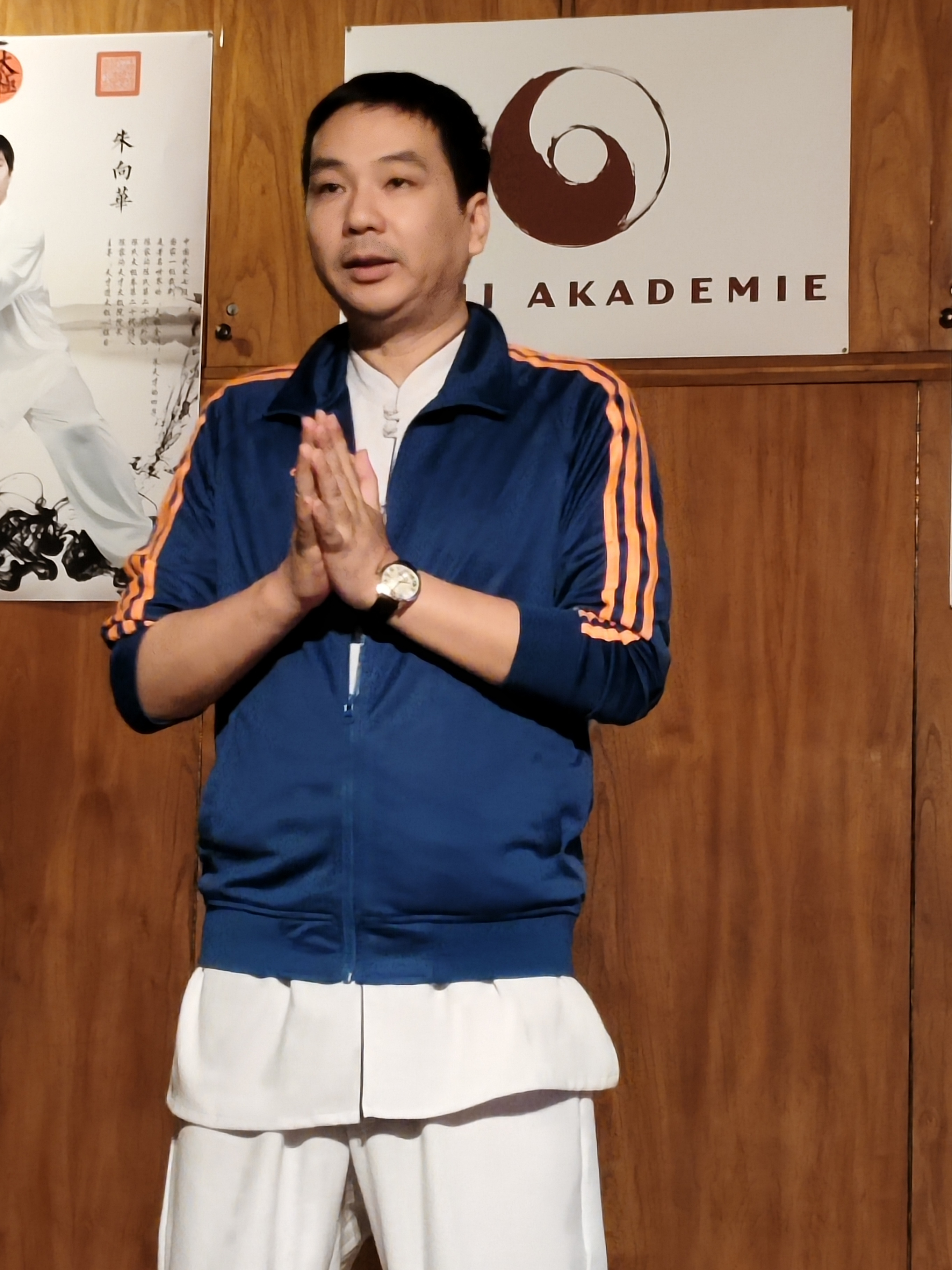
Jeho bratr Ču Siang-chua (25. dubna 2025)